# Saturn Award de la meilleure série

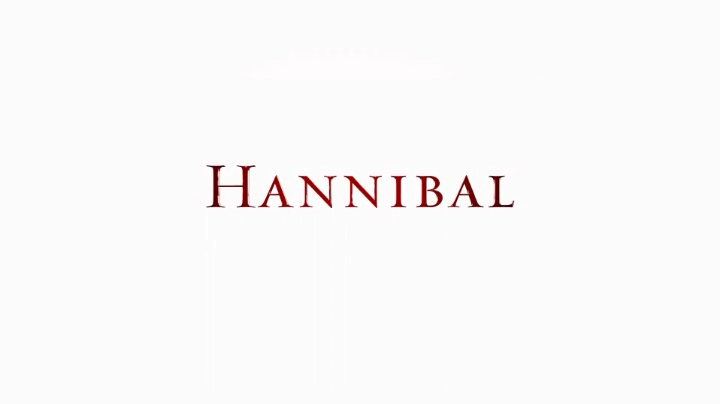
Hannibal TV logo

Le Saturn Award de la meilleure série (Saturn Award for Best Television Series) est une récompense télévisuelle décernée chaque année depuis 1990 par l'Académie des films de science-fiction, fantastique et horreur (Academy of Science Fiction Fantasy & Horror Films) pour récompenser la meilleure série de science-fiction, fantastique ou d'horreur.
Elle comprend deux catégories : « Meilleure série diffusée sur les réseaux nationaux » (Best Network Television Series) et « Meilleure série diffusée sur le câble ou en syndication » (Best Syndicated/Cable Television Series) depuis 1997. À noter qu'il y eut, à une seule occasion, lors de la 34e cérémonie en 2008, la remise d'une récompense pour la meilleure série internationale (Saturn Award for Best International Series).
Depuis 2016, ces deux catégories ont disparu. Le saturn award de la meilleure série est classé par genre.

## Palmarès
Note : L'année indiquée est celle de la cérémonie, récompensant les séries diffusées au cours de l'année précédente. Les lauréats sont indiqués en tête de chaque catégorie et en caractères gras. Les titres originaux sont précisés entre parenthèses, sauf s'ils correspondent au titre en français.
Exceptionnellement, il n'y a pas eu de cérémonie en 1989. La cérémonie de 1990 a donc récompensé les séries diffusées en 1988, celle de 1991 celles diffusées en 1989 et 1990.

### Meilleure série diffusée sur les réseaux nationaux

#### Années 1990
- 1990 : Star Trek : La Nouvelle Génération (Star Trek: The Next Generation)
  - La Belle et la Bête (Beauty and the Beast)
  - Freddy, le cauchemar de vos nuits (Freddy's Nightmares)
  - Vendredi 13 (Friday the 13th: The Series)
  - Loin de ce monde (Out of This World)
  - Superboy
  - War of the Worlds

- 1991 : Star Trek : La Nouvelle Génération (Star Trek: The Next Generation) (2)

- 1992 : La Malédiction de Collinwood (Dark Shadows)
  - Détective Philippe Lovecraft (Cast a Deadly Spell)
  - Psychose 4 (Psycho IV: The Beginning)
  - Code Quantum (Quantum Leap)
  - Star Trek : La Nouvelle Génération (Star Trek: The Next Generation)
  - Les Contes de la crypte (Tales from the Crypt)

- 1993 : Les Simpson (The Simpsons)
  - Batman (Batman: The Animated Series)
  - Les Visiteurs de l'au-delà (Intruders)
  - Code Quantum (Quantum Leap)
  - Ren et Stimpy (The Ren & Stimpy Show)
  - Star Trek : La Nouvelle Génération (Star Trek: The Next Generation)
  - Les Contes de la crypte (Tales from the Crypt)

- 1994 : Loïs et Clark : Les Nouvelles Aventures de Superman (Lois & Clark: The New Adventures of Superman)
  - Brisco County (The Adventures of Brisco County Jr.)
  - Les Simpson (The Simpsons)
  - Star Trek: Deep Space Nine (Star Trek: Deep Space Nine)
  - Star Trek : La Nouvelle Génération (Star Trek: The Next Generation)
  - Wild Palms
  - X-Files : Aux frontières du réel (The X-Files)

- 1995 : X-Files : Aux frontières du réel (The X-Files)
  - Earth 2
  - M.A.N.T.I.S.
  - SeaQuest, police des mers (seaQuest DSV)
  - Les Simpson (The Simpsons)
  - Star Trek : La Nouvelle Génération (Star Trek: The Next Generation)
  - Les Contes de la crypte (Tales from the Crypt)

- 1996 : Au-delà du réel : L'aventure continue (The Outer Limits)
  - American Gothic
  - Les Simpson (The Simpsons)
  - Sliders : Les Mondes parallèles (Sliders)
  - Space 2063 (Space: Above and Beyond)
  - Star Trek: Deep Space Nine (Star Trek: Deep Space Nine)

- 1997 : X-Files : Aux frontières du réel (The X-Files) (2)
  - Dark Skies : L'Impossible Vérité (Dark Skies)
  - Demain à la une (Early Edition)
  - Millennium
  - Sliders : Les Mondes parallèles (Sliders)
  - Les Simpson (The Simpsons)

- 1998 : Buffy contre les vampires (Buffy the Vampire Slayer)
  - Profiler
  - Les Simpson (The Simpsons)
  - Star Trek: Voyager (Star Trek: Voyager)
  - Le Visiteur (The Visitor)
  - X-Files : Aux frontières du réel (The X-Files)

- 1999 : X-Files : Aux frontières du réel (The X-Files) (3)
  - Buffy contre les vampires (Buffy the Vampire Slayer)
  - Charmed
  - Sept jours pour agir (Seven Days)
  - Les Simpson (The Simpsons)
  - Star Trek: Voyager (Star Trek: Voyager)

#### Années 2000
- 2000 : Un agent très secret (Now and Again)
  - Angel
  - Buffy contre les vampires (Buffy the Vampire Slayer)
  - Roswell
  - Sept jours pour agir (Seven Days)
  - X-Files : Aux frontières du réel (The X-Files)

- 2001 : Buffy contre les vampires (Buffy the Vampire Slayer) (2)
  - Angel
  - Dark Angel
  - Roswell
  - Star Trek: Voyager (Star Trek: Voyager)
  - X-Files : Aux frontières du réel (The X-Files)

- 2002 : Buffy contre les vampires (Buffy the Vampire Slayer) (3)
  - Angel
  - Dark Angel
  - Star Trek: Enterprise (Enterprise)
  - Smallville
  - X-Files : Aux frontières du réel (The X-Files)

- 2003 : Alias
  - Angel
  - Buffy contre les vampires (Buffy the Vampire Slayer)
  - Star Trek: Enterprise (Enterprise)
  - Smallville
  - La Treizième Dimension (The Twilight Zone)

- 2004 : Angel et Les Experts (CSI: Crime Scene Investigation) ex æquo
  - Alias
  - Buffy contre les vampires (Buffy the Vampire Slayer)
  - Star Trek: Enterprise (Star Trek: Enterprise)
  - Smallville

- 2005 : Lost : Les Disparus (Lost)
  - Alias
  - Angel
  - Les Experts (CSI: Crime Scene Investigation)
  - Star Trek: Enterprise (Star Trek: Enterprise)
  - Smallville

- 2006 : Lost : Les Disparus (Lost) (2)
  - Invasion
  - Prison Break
  - Smallville
  - Supernatural
  - Surface
  - Veronica Mars

- 2007 : Heroes
  - 24 heures chrono (24)
  - Jericho
  - Lost : Les Disparus (Lost)
  - Smallville
  - Veronica Mars

- 2008 : Lost : Les Disparus (Lost) (3)
  - Heroes
  - Journeyman
  - Pushing Daisies
  - Supernatural
  - Terminator : Les Chroniques de Sarah Connor (Terminator: The Sarah Connor Chronicles)

- 2009 : Lost : Les Disparus (Lost) (4)
  - Fringe
  - Heroes
  - Life on Mars
  - Supernatural
  - Terminator : Les Chroniques de Sarah Connor (Terminator: The Sarah Connor Chronicles)

#### Années 2010
- 2010 : Lost : Les Disparus (Lost) (5)
  - Chuck
  - Fringe
  - Ghost Whisperer
  - Heroes
  - Vampire Diaries (The Vampire Diaries)

- 2011 : Fringe
  - Supernatural
  - V
  - Vampire Diaries (The Vampire Diaries)
  - Lost : Les Disparus (Lost)
  - Smallville

- 2012 : Fringe (2)
  - A Gifted Man
  - Grimm
  - Once Upon a Time
  - Supernatural
  - Terra Nova

- 2013 : Revolution
  - Elementary
  - The Following
  - Fringe
  - Once Upon a Time
  - Supernatural

- 2014 : Revolution (2) et Hannibal
  - Agents of S.H.I.E.L.D.
  - The Blacklist
  - Following
  - Sleepy Hollow
  - Under the Dome

- 2015 : Hannibal
  - The Blacklist
  - The Following
  - Grimm
  - Person of Interest
  - Sleepy Hollow
  - Under the Dome

### Meilleure série diffusée sur le câble ou en syndication

#### Années 1990
- 1997 : Au-delà du réel : L'aventure continue (The Outer Limits)
  - Les Nouvelles Aventures de Robin des Bois (The New Adventures of Robin Hood)
  - Babylon 5
  - Highlander
  - Poltergeist : Les Aventuriers du surnaturel (Poltergeist: The Legacy)
  - Star Trek: Deep Space Nine (Star Trek: Deep Space Nine)

- 1998 : Au-delà du réel : L'aventure continue (The Outer Limits) (2)
  - Babylon 5
  - Invasion planète Terre (Earth: Final Conflict)
  - Star Trek: Deep Space Nine (Star Trek: Deep Space Nine)
  - Stargate SG-1
  - Xena, la guerrière (Xena, Warrior Princess)

- 1999 : Babylon 5
  - Au-delà du réel : L'aventure continue (The Outer Limits)
  - Psi Factor, chroniques du paranormal (Psi Factor: Chronicles of the Paranormal)
  - Sliders : Les Mondes parallèles (Sliders)
  - Star Trek: Deep Space Nine (Star Trek: Deep Space Nine)
  - Stargate SG-1

#### Années 2000
- 2000 : Stargate SG-1
  - Amazon
  - Farscape
  - Good Versus Evil (Good vs Evil)
  - Au-delà du réel : L'aventure continue (The Outer Limits)
  - Star Trek: Deep Space Nine (Star Trek: Deep Space Nine)

- 2001 : Farscape
  - Andromeda (Gene Roddenberry's Andromeda)
  - BeastMaster, le dernier des survivants (BeastMaster)
  - Invisible Man (The Invisible Man)
  - Au-delà du réel : L'aventure continue (The Outer Limits)
  - Stargate SG-1

- 2002 : Farscape (2)
  - Andromeda (Gene Roddenberry's Andromeda)
  - Les Chroniques du mystère (The Chronicle)
  - Invisible Man (The Invisible Man)
  - Stargate SG-1
  - Witchblade

- 2003 : Farscape (3)
  - Andromeda (Gene Roddenberry's Andromeda)
  - Dead Zone (The Dead Zone)
  - Jeremiah
  - Mutant X
  - Stargate SG-1

- 2004 : Stargate SG-1 (2)
  - Andromeda (Gene Roddenberry's Andromeda)
  - La Caravane de l'étrange (Carnivàle)
  - Dead Like Me
  - Dead Zone (The Dead Zone)
  - Farscape

- 2005 : Stargate SG-1 (3)
  - Les 4400 (The 4400)
  - Dead Like Me
  - Dead Zone (The Dead Zone)
  - Nip/Tuck
  - Stargate Atlantis (Stargate: Atlantis)

- 2006 : Battlestar Galactica
  - Les 4400 (The 4400)
  - The Closer : L.A. enquêtes prioritaires (The Closer)
  - Nip/Tuck
  - Stargate SG-1
  - Stargate Atlantis (Stargate: Atlantis)

- 2007 : Battlestar Galactica (2)
  - The Closer : L.A. enquêtes prioritaires (The Closer)
  - Dexter
  - Doctor Who
  - Eureka
  - Kyle XY
  - Stargate SG-1

- 2008 : Dexter
  - Battlestar Galactica
  - The Closer : L.A. enquêtes prioritaires (The Closer)
  - Kyle XY
  - Saving Grace
  - Stargate SG-1

- 2009 : Battlestar Galactica (3)
  - Dexter
  - Leverage
  - Star Wars: The Clone Wars
  - True Blood
  - The Closer : L.A. enquêtes prioritaires (The Closer)

#### Années 2010
- 2010 : Breaking Bad
  - Battlestar Galactica
  - Dexter
  - Leverage
  - The Closer : L.A. enquêtes prioritaires (The Closer)
  - True Blood

- 2011 : Breaking Bad (2)
  - The Closer : L.A. enquêtes prioritaires (The Closer)
  - Dexter
  - Eureka
  - Leverage
  - Spartacus : Le Sang des gladiateurs (Spartacus: Blood and Sand)
  - True Blood

- 2012 : Breaking Bad (3)
  - American Horror Story
  - The Closer : L.A. enquêtes prioritaires (The Closer)
  - Dexter
  - Leverage
  - True Blood

- 2013 : The Walking Dead
  - American Horror Story
  - Dexter
  - The Killing
  - Leverage
  - True Blood

- 2014 : The Walking Dead (2)
  - American Horror Story: Coven
  - The Americans
  - Continuum
  - Dexter

- 2015 : The Walking Dead
  - 12 Monkeys
  - American Horror Story: Freak Show
  - Continuum
  - Falling Skies
  - Salem
  - The Strain

### Meilleure série internationale
- 2008 : Doctor Who
  - Cape Wrath
  - Jekyll
  - Life on Mars
  - Robin des Bois (Robin Hood)
  - Torchwood

### Meilleure série orientée pour la jeunesse (Best Youth-Oriented Television Series)
- 2012 : Teen Wolf
  - Being Human
  - Doctor Who
  - The Nine Lives of Chloe King
  - The Secret Circle
  - Vampire Diaries (The Vampire Diaries)
- 2013 : Teen Wolf (2)
  - Arrow
  - Beauty and the Beast
  - Doctor Who
  - Merlin
  - Vampire Diaries
- 2014 : Teen Wolf (3)
  - Arrow
  - Pretty Little Liars
  - Supernatural
  - The Tomorrow People
  - The Vampire Diaries
- 2015 : Les 100
  - Doctor Who
  - Pretty Little Liars
  - Supernatural
  - Teen Wolf
  - The Vampire Diaries

### Meilleure série de science fiction
- 2016 : Continuum

### Meilleure série fantastique
- 2016 : Outlander

### Meilleure série d'horreur
- 2016 : The Walking Dead

### Meilleure série d'action ou thriller
- 2016 : Hannibal

### Meilleure adaptation de super-héros
- 2016 : Flash